# Cimetière de Nogent-sur-Marne
Le cimetière de Nogent-sur-Marne est le cimetière communal de la ville de Nogent-sur-Marne dans le Val-de-Marne. Il se situe rue de la Paix au Perreux-sur Marne et non pas à Nogent, les deux villes n'étant séparées que depuis 1887.

## Histoire
Deux anciens cimetières de Nogent-sur-Marne sont détruits au XIXe siècle, le premier, autour de l'église, en 1842, puis le deuxième, à l'angle des rues de Paris (actuelle rue Paul Bert) et Théodore Honoré en 1873.
Le nouveau cimetière est ouvert en 1889, après la formation de la commune du Perreux-sur-Marne en 1887. Cent cinquante concessions sont alors transférées de l'ancien cimetière de Nogent,.
Pendant la Première Guerre mondiale, des soldats des colonies sont soignés à l'hôpital aménagé dans le jardin d'agronomie coloniale du bois de Vincennes, devenu ensuite Jardin d'agronomie tropicale de Paris, qui est alors sur le domaine de la commune. La mosquée du bois de Vincennes, première mosquée de France métropolitaine, y est alors édifiée. Les soldats qui meurent sont enterrés au cimetière de Nogent-sur-Marne. En 1919 est inaugurée une qoubba dans le carré militaire musulman.
En 2003, un monument commémoratif aux soldats indochinois morts pour la France pendant les deux guerres mondiales et la guerre d'Indochine est érigé dans les divisions militaires du cimetière, à proximité de tombes de tirailleurs sénégalais et de la qoubba.

## Description
Le cimetière est circonscrit par la rue de la Paix, le boulevard d'Alsace-Lorraine, le tunnel de Nogent-sur-Marne et la rue de Metz.

## Personnalités inhumées
- Émile Armet de Lisle (1853-1928), industriel
- André Bazin (1918-1958), critique de cinéma
- Joëlle Bernard (née Josette Petot, 1928-1977), actrice
- Paul Colin (1892-1985), affichiste, peintre et décorateur
- André Gaillard (1927-2019), humoriste et artiste de cabaret
- Maurice Guy-Loe (1898-1991), peintre
- Jean-Louis Lefort (1875-1954), peintre et illustrateur
- Roland Nungesser (1925-2011), homme politique gaulliste et ministre de la jeunesse et des sports
- Julien Roger (1919-1945), compagnon de la Libération
- Gérard Théodore (1920-2012), compagnon de la Libération
- Tchang Tchong-Jen (1907-1998), ami chinois d'Hergé.
- Marie Vassilieff (1884-1957), peintre d'origine russe

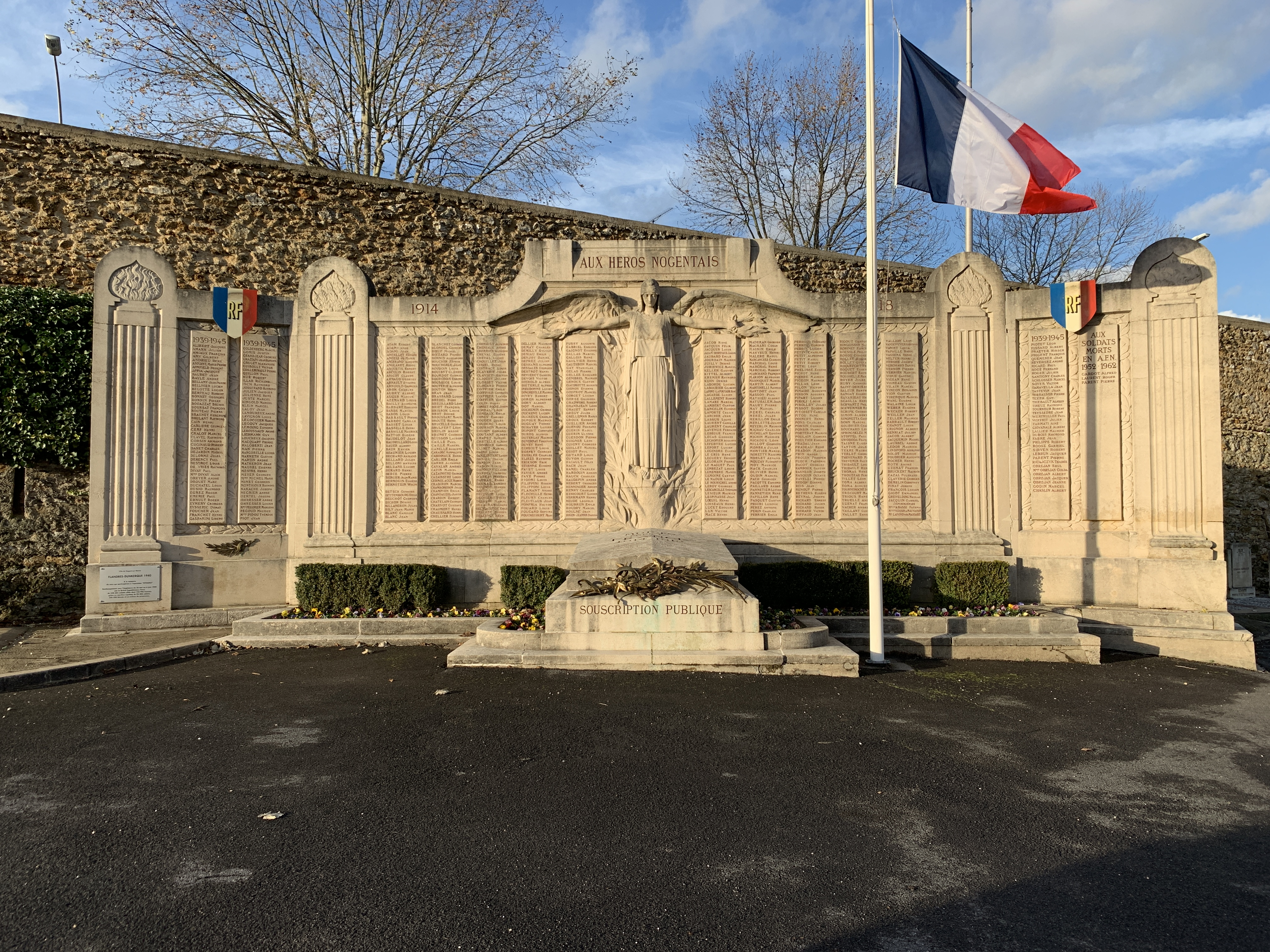
Monument aux morts.
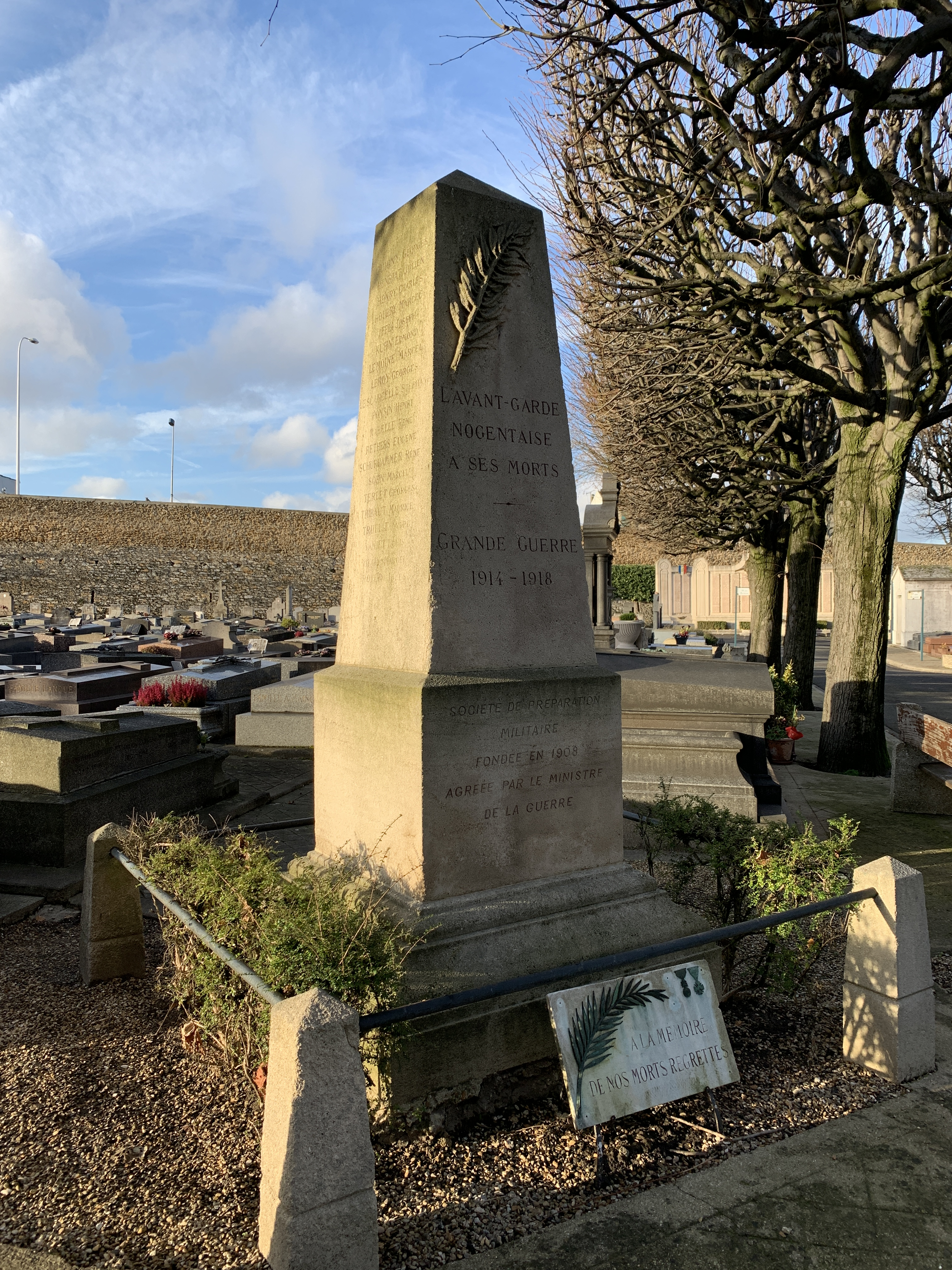
Monument de la société de préparation militaire.
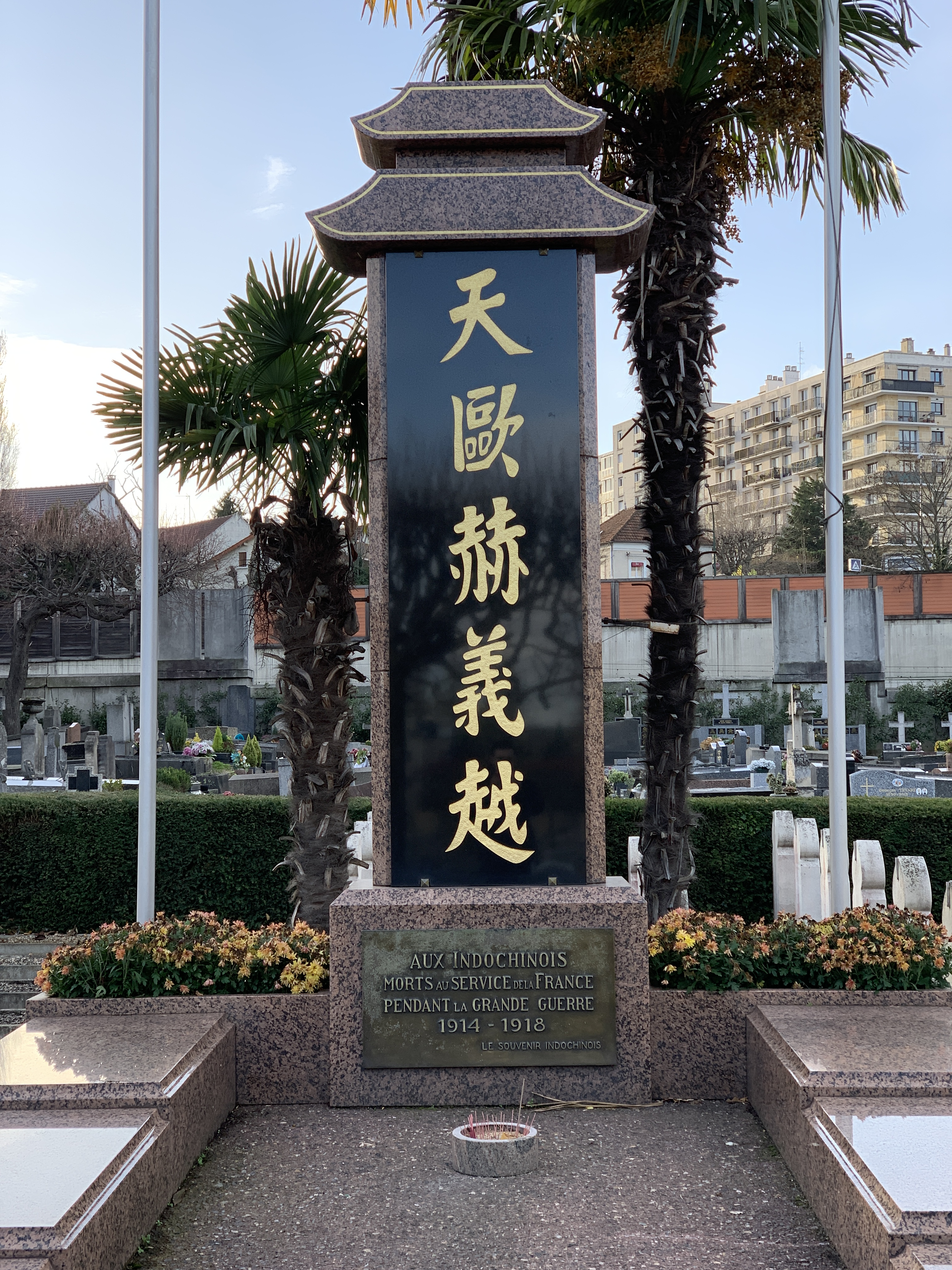
Stèle des soldats indochinois.
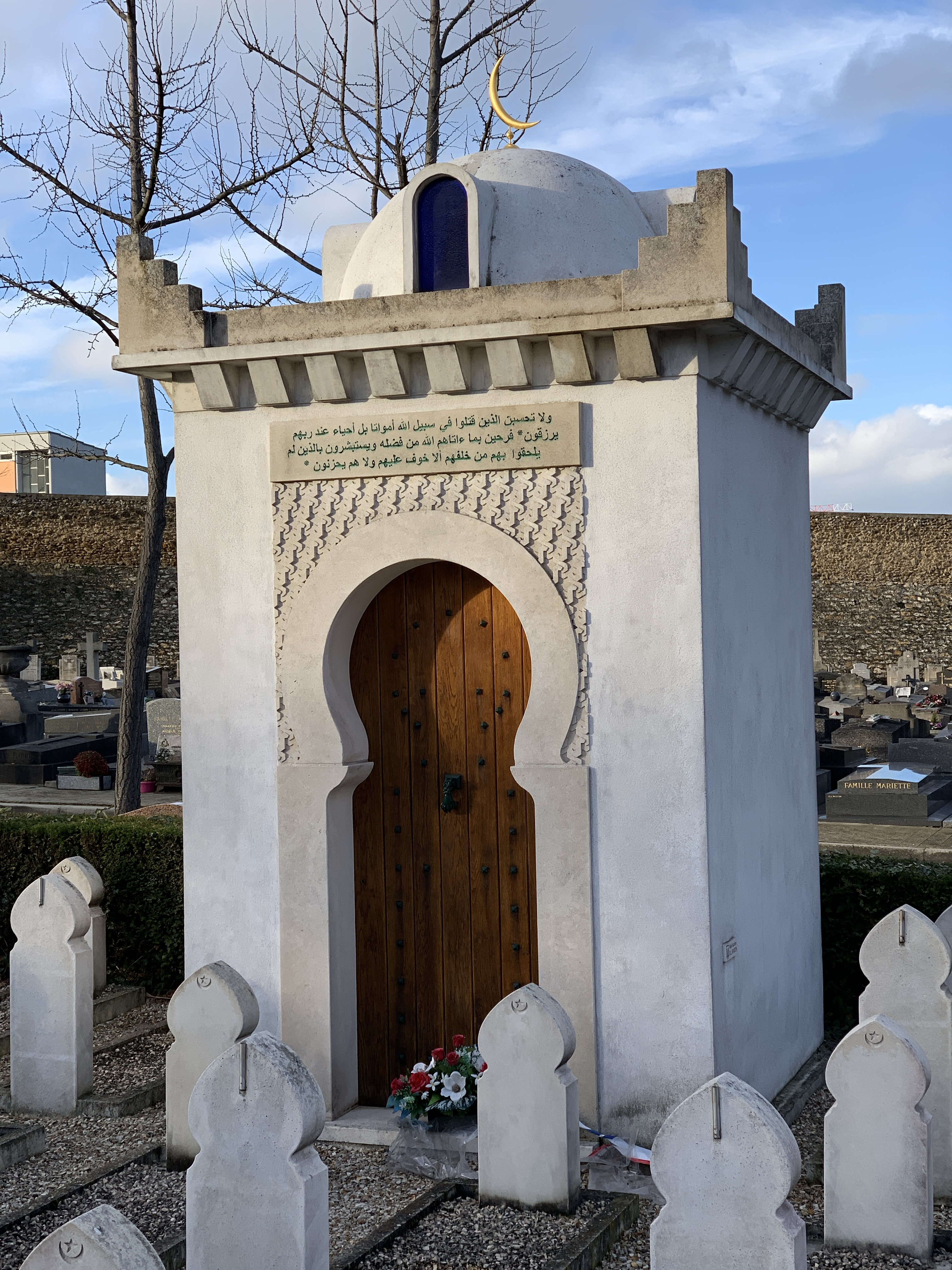
Carré des soldats musulmans.
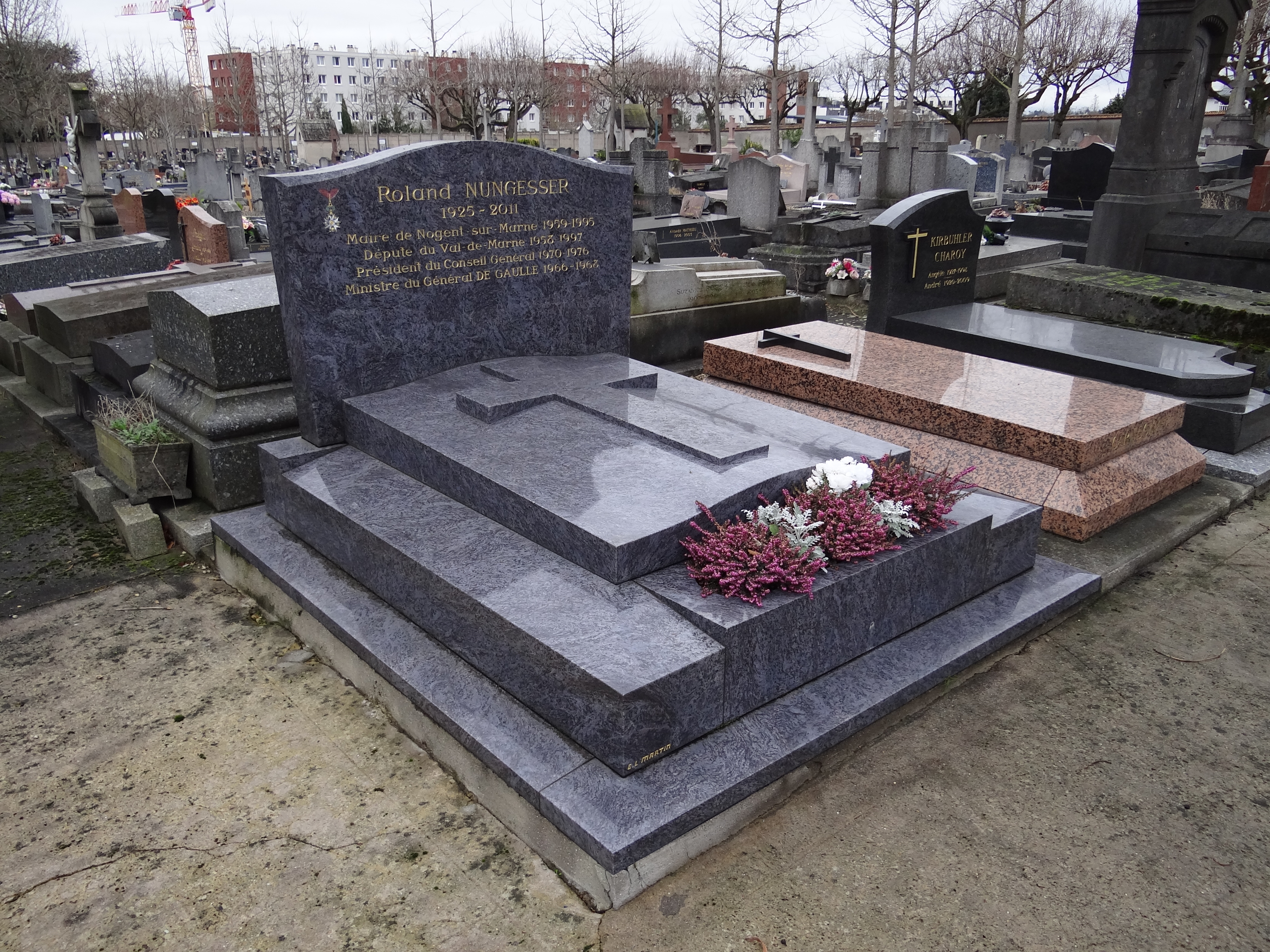
Tombe de Roland Nungesser.